# Turbine à gaz aérodérivée

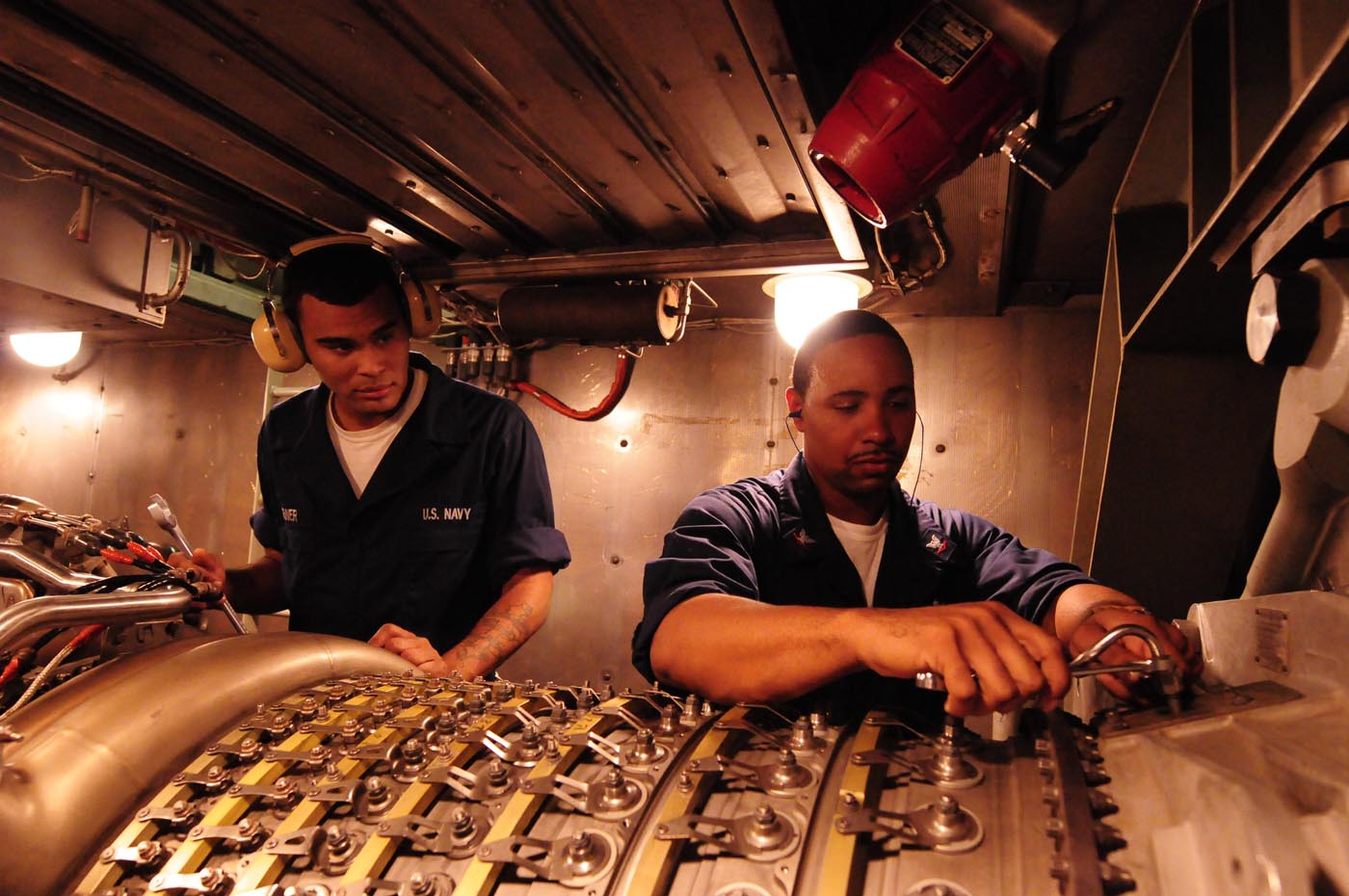
Deux techniciens de l'US Navy travaillent sur une LM2500 à bord de l'.

Une turbine à gaz aérodérivée est un dérivé d'un moteur d'aviation (turboréacteur, turbopropulseur, ou turbomoteur d'hélicoptère) construit pour d'autres applications, comme la production électrique, l'industrie ou la propulsion navale.

## Motivations
Les turbines aérodérivées peuvent fournir jusqu'à 66 MW pour les plus gros modèles disponibles. Les turbines à gaz conçues spécialement pour les applications stationnaires couvrent un plus large domaine de puissance, puisque certaines dépassent les 500 MW. Les turbines aérodérivées, dans la gamme de puissance où elles sont disponibles, présentent certains avantages liés au fait de partager la grande majorité de leurs composants avec des moteurs d'avion produits en plusieurs milliers d'exemplaires : réductions de coûts dues aux économies d'échelle, large disponibilité des pièces détachées, existence d'un réseau étendu pour la maintenance. Elles sont relativement faciles à déplacer.

## Modifications
Dans le cas d'un réacteur à simple flux comme le General Electric J79, la modification principale a consisté à rajouter une turbine supplémentaire en sortie du réacteur d'avion. Il s'agit d'une turbine dite libre, c'est-à-dire qu'elle n'est reliée mécaniquement à aucun compresseur. Le réacteur d'avion est alors utilisé comme générateur de gaz, et la turbine libre se charge de détendre le gaz pour produire l'énergie mécanique utile.

Éléments d'un turboréacteur à double flux à haut taux de dilution.

Dans le cas du LM2500, version terrestre du CF6 (turboréacteur à double flux à fort taux de dilution) les modifications apportées sont assez limitées : l'arbre de la zone de basse pression du turboréacteur est directement mis à contribution pour apporter l'énergie utile, au lieu d'actionner la soufflante. En revanche, sur le FT4000, conçu à partir du PW4000 (un moteur similaire au CF6), les modifications sont considérables : seul le cœur du réacteur d'avion (compresseur de haute pression, chambre de combustion et turbine haute pression) est conservé. Le système basse pression (compresseur, arbre et turbine) est entièrement nouveau, et une turbine libre (fournissant la puissance utile) est installée en sortie.
Les réacteurs d'avion, sauf rares exceptions, fonctionnent au kérosène. Pour les applications stationnaires, elles sont généralement adaptées pour brûler du gaz naturel, moins coûteux et moins polluant. Elles peuvent aussi utiliser d'autres gaz (biogaz, gaz de synthèse). Du carburant pétrolier distillé peut aussi être utilisé si le site n'est pas relié au réseau de gaz, ou en secours en cas d'interruption du réseau. En effet, les turbines sont très polyvalentes en matière de carburant.

## Principaux modèles
| Constructeur                       | Modèle         | Moteur d'origine             | Puissance mécanique (MW) | Application principale            |
| ---------------------------------- | -------------- | ---------------------------- | ------------------------ | --------------------------------- |
| Bristol Siddeley, puis Rolls-Royce | Marine Proteus | Bristol Siddeley Proteus     | 2.5                      | Saunders-Roe Nautical 4           |
| Rolls-Royce Siemens depuis 2015    | Avon           | Avon                         | 16                       |                                   |
| Rolls-Royce                        | WR-21          | RB.211/Trent                 | 25                       | Destroyers Type 45                |
| Rolls-Royce                        | MT30           | Trent 800                    | 40                       | Queen Elizabeth, Trieste, Type 26 |
| Rolls-Royce                        | Marine Spey    | Spey                         | 19,5                     | Type 23                           |
| Pratt & Whitney Canada             | ST6            | Pratt & Whitney Canada PT6   |                          | Train turbo                       |
| Pratt & Whitney Canada             | ST18M ST40M    | Pratt & Whitney Canada PW100 | 4                        | JetTrain, Classe Skjold           |
| Pratt & Whitney                    | FT8            | JT8D                         | 25                       | [ 9 ]                             |
| Pratt & Whitney                    | FT4000         | PW4000                       | 60                       | Cogénération                      |
| General Electric                   | LM500          | TF34                         | 4,5                      | Classe Flyvefisken                |
| General Electric                   | LM1500         | J79                          | 11                       | [ 2 ]                             |
| General Electric                   | LM1600         | F404                         | 15                       | Yacht et ferry rapides            |
| General Electric                   | LM2500         | CF6                          | 25-30                    | Centrales électrique, FREMM       |
| General Electric                   | LM6000         | CF6-80                       | 40-50                    | Centrales électriques             |

## Applications
On trouve ce type de turbine dans des centrales électriques (sur réseau ou pour une installation hors-réseau), souvent en cycle combiné (associé à une turbine à vapeur) ou en cogénération (la chaleur résiduelle est valorisée).
Ces turbines sont aussi utilisé en propulsion pour des navires, surtout militaires. Souvent, elles sont installées dans une configuration CODAG, c'est-à-dire qu'elles ne sont utilisées qu'à grande vitesse, la marche économique se faisant sur des moteurs diesel.
Dans l'industrie pétrolière, elles ont plusieurs applications. Elles servent à accélérer le flux dans les gazoducs ou les oléoducs. Ici, il n'y a pas de génératrice électrique, la turbine actionne directement les compresseurs ou les pompes. Dans certains terminaux d'exportation de gaz naturel liquéfié, elles actionnent les pompes à chaleur qui liquéfient le gaz. Sur les plate-formes pétrolières, elles sont utilisées à la fois pour produire l'électricité nécessaire, l'énergie mécanique et la chaleur.